# Белорусы в Афганской войне

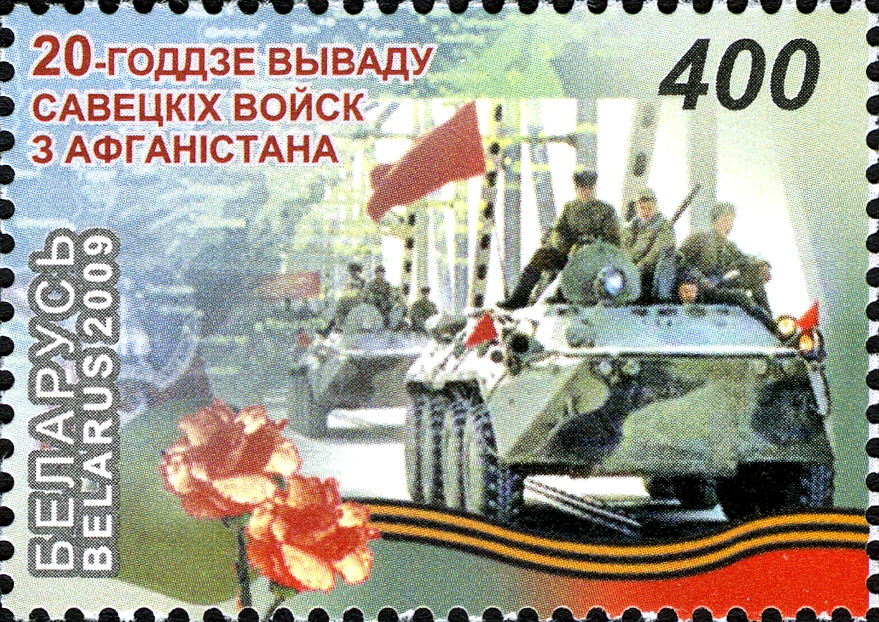
Белорусская почтовая марка 2009 года, приуроченная к 20-летию вывода советских войск из Афганистана.

В составе ОКСВА участие в Афганской войне 1979—1989 годов приняли около 30 тысяч уроженцев БССР и будущих граждан Республики Беларусь, из которых свыше 700 погибли.

## Участие в конфликте
Число белорусов, побывавших в зоне боевых действий, опираясь на данные 1999 года Республиканской книги памяти воинов-интернационалистов, составило 28 832 человек. Аналогичные сведения содержаться в сборнике 2014 года «Афганская война (1979-1989 гг.): ключевые аспекты современного осмысления» за авторством кафедры социально-политических и исторических дисциплин БрГТУ. На сайте Белорусского союза ветеранов сообщается о более 32 000 белорусах-«афганцах». На 1 января 2016 года, согласно информации Министерства труда и социальной защиты, в Белоруссии проживало 25 900 ветеранов конфликтов на территории других государств (в основном это участники Афганской войны). Издание «Мінская праўда» заявляло о чуть более 30 тысячах, из которых к февралю 2023 года осталось 22.
По данным БЕЛТА, в «горячей точке» погиб 771 белорус (в том числе 4 женщины), 1500 были ранены, 718 остались инвалидами, 12 пропали без вести. В библиографическом справочнике 2019 года «Афганистан. Память и боль» относительно инвалидов есть другая цифра — 702. Согласно авторам сборника БрГТУ, в Афганистане погибли 723 белоруса. По подсчётам А. Кузнецовой-Тимоновой за 2023 год, в конфликте погибло 840 человек, включая этнических белорусов из других советских республик.
Активное участие в конфликте приняли военнослужащие Белорусского военного округа. Наиболее отличились 103-я гвардейская воздушно-десантная дивизия и 334-й отдельный отряд специального назначения, созданный на базе 5-й бригады. От ВВС в Афганистане сражались бойцы 927-го истребительного авиационного полка, 206-го штурмового авиационного полка, 50-го отдельного смешанного авиационного полка, 181-го, 65-го, 330-го и 276-го отдельных вертолётных полков. За девять лет войны боевой опыт получили экипажи и подразделения 12 вертолётных частей. Более 2500 авиаторов служили в ДРА (60% являлись вертолётчиками). Уникальный опыт получен в Афганистане подразделениями 7-й отдельной трубопроводной бригады, на протяжении нескольких лет осуществлявшей транспортировку всех видов топлива.
Опыт войны показал направления развития форм и способов противоборства, во многом предопределил развитие военного дела в будущем, изменив прежние взгляды на сущность конфликтов и вооружённой борьбы. В последующем он оказался исключительно важен и активно использовался в строительстве и развитии армии независимой Белорусии. Даже в конце 2010-х в ряде воинских частей, особенно в подразделениях ВВС и войск ПВО, ещё служили офицеры, которые воевали в ДРА.
За годы войны от БССР звания Героя Советского Союза получили четверо:
| Фамилия Имя Отчество           | Националь ность | Место рождения                                       | Дата Указа | Род войск                 | Должность                    | Звание                  | Годы жизни                                 | Страница на сайте «Герои страны» |
| ------------------------------ | --------------- | ---------------------------------------------------- | ---------- | ------------------------- | ---------------------------- | ----------------------- | ------------------------------------------ | -------------------------------- |
| Мельников Андрей Александрович | белорус         | город Могилёв                                        | 28.06 1988 | Воздушно-десантные войска | пулемётчик                   | гвардии рядовой         | 11 апреля 1968 года — 8 января 1988 года   | 1983                             |
| Пименов Василий Васильевич     | русский         | город Витебск                                        | 13.06 1984 | Воздушно-десантные войска | командир батальона           | гвардии майор           | 27 марта 1954 года — 29 сентября 2005 года | 3040                             |
| Чепик Николай Петрович         | белорус         | деревня Первый Май Пуховичский район Минской области | 28.04 1980 | Воздушно-десантные войска | заместитель командира взвода | гвардии старший сержант | 16 апреля 1960 года — 29 февраля 1980 года | 2265                             |
| Щербаков Василий Васильевич    | белорус         | деревня Казимирово Полоцкий район Витебской области  | 28.04 1980 | авиация                   | командир эскадрильи          | майор                   | 20 апреля 1951 года — 28 июня 2010 года    | 2260                             |

## После вывода войск
После окончания советского участия в конфликте, уже в постсоветский период, некоторые белорусы-«афганцы» попали в другие зоны боевых действий, как, например, Кот-д’Ивуар (Юрий Сушкин, в Афганистане — командир эскадрильи Су-25) и Ливия (Вячеслав Качура, в Афганистане — начальник штаба 334-го отряда СпН).

«Присутствуют в стране [Ливии] и сотрудники белорусского ГРУ. Большей частью это офицеры бывшего 334-го отряда спецназа, дислоцированного в Марьиной Горке под Минском. [...] Многие служили ещё в Афганистане, а потом проходили службу в элитных частях минобороны Белоруссии. [...] В самом же Минске, как рассказали «КП» осведомлённые источники, существует своеобразная «биржа труда» для отставных военных, готовых применить свой боевой опыт за рубежом. Места для «командировок» — Венесуэла, Кот-д’Ивуар, Ливия...»— «Комсомольская правда» в статье об участии белорусов в ливийском конфликте. 6 апреля 2011.
В 2010-м официальный Минск поддержал миссию ISAF в Афганистане в воздушном пространстве. Стороны заключили соглашение о железнодорожном транзите. Беларусь стала частью Северной распределительной сети, по которой осуществлялся транзит невоенных грузов в Афганистан в рамках операции Международных сил содействия и безопасности. В 2013 году было заключено дополнительное соглашение, расширяющее условия предыдущих договоренностей о транзите бронетехники стран НАТО.
С декабре 2010 по апрель 2011 года на территории Афганистана в составе коалиции ISAF находился уроженец Барановичей Андрей Жук, служивший во Французском иностранном легионе.
В августе 2021 года, в связи с захватом Кабула талибами, белорусские дипломаты организовали эвакуацию из страны российскими и украинскими самолётами 9 соотечественников и лиц с видом на жительство в Белоруссии.

## Художественная литература
События 1979—1989 годов были отражены в произведениях белорусских писателей и поэтов, так, например, в поэзии Юрася Свирки («Вяртаюцца нашы сыны»), Артура Вольского («Суседаў сын вярнуўся»), Романа Тармола-Мирского («Балючая балада»), Николая Кусянкова («Рэквіем»).
Одним из первых, кто писал об Афганистане, был Иван Сергейчик, что более двадцати лет отдал армии. Прямо из «горячей точки» он прислал свой рассказ «Апошні рэйс» в журнал «Маладосць». Здесь, как и в стихотворении Евгении Янищиц «Верш, напісаны ў цырульні», заложен протест против войны. Светлана Алексиевич в книге «Цинковые мальчики» и Вячеслав Дубинка в стихотворении «Капитан запаса» отразили тяжесть войны и деформацию морально-психического состояния человека. В первом произведении также имелась критика цинизма и безразличия общества, которое не принудило советское правительство прекратить посылать солдат-срочников в Афганистан. Роман Ивана Шамякина «Злая зорка» отражает то, как человек оказался заложником политики.
Несколько иного плана рассказ Василия Хомченко «Маштарак». Автором с гордостью отмечается, что советские военные проявляли мужество, отвагу, готовность на самопожертвование.
В стихотворении Виктора Карамазова «Супраць неба — на зямлі» рассказывается о покалеченном ветеране войны, который вернулся в родную деревню, где надеется духовно восстановиться. Тема переживаний матери солдата-срочника затронута этим же автором в рассказе «Жанчына ў чорным і Афган».

## Ветеранское объединение
13 марта 1993 года было основано общественное объединение «Белорусский союз ветеранов войны в Афганистане». По состоянию на 1 января 2023 года в нём состояли 12306 человек, из которых в Брестской области — 1580, Витебской области — 1594, Гомельской области – 1678, Гродненской области — 1759, Минской области — 2552, Могилевской области — 1727, городе Минске – 1416. Председатель союза на тот момент являлся генерал-майор Валерий Гайдукевич.
В беседе с корреспондентом «СБ. Беларусь сегодня» Максимом Осиповым глава объединения отметил, что наиболее важными вопросами, которые волнуют ветеранов, стали отсутствие политической оценки конфликта, социальная помощь (на 2020 год в Минске 100 участников конфликта не были обеспечены жильём), размеры пенсии (как говорил Гайдукевич, «военнослужащие, которые пришли в Афганистан со школьной скамьи, не имея ни одного дня рабочего стажа, и получившие там ранение, сегодня могут рассчитывать лишь на минимальную пенсию — с нулевым коэффициентом»; таковых в Белоруссии насчитывалось 300 человек), недостаточное внимание к гражданскому персоналу ОКСВА со стороны государства и общества, пренебрежительное отношение к инвалидам-«афганцам» со стороны отдельных должностных лиц.

## Память
15 февраля, в день вывода советских частей из Афганистана, в Республике Беларусь отмечается День памяти воинов-интернационалистов (утверждён президентским указом № 157 от 1998 года). В стране проходят торжественно-траурные и патриотические мероприятия. Ветераны конфликта проводят встречи, чтобы вспомнить службу и помянуть погибших.
Указом Президента Республики Беларусь № 712 от 4 декабря 2001 года 5-й пограничной заставе 86-й пограничной группы присвоено имя Героя Советского Союза, участника войны Ивана Барсукова.
Памятники, мемориалы и монументы воинам-интернационалистам, которые сражались и погибли в Афганистане, установлены в ряде городов. Среди них:
| Город         | Фотоснимок | Место                                                          |
| ------------- | ---------- | -------------------------------------------------------------- |
| Минск         |            | Остров Мужества и Скорби у Троицкого предместья                |
| Брест         |            | Парк воинов-интернационалистов                                 |
| Витебск       |            | перекрёсток улиц Воинов-интернационалистов и Чкалова           |
| Гомель        |            | улица 60 лет СССР                                              |
| Гродно        |            | Сквер Памяти воинов-афганцев на углу улиц Курчатова и Горького |
| Могилёв       |            | улица Большая Чаусская                                         |
| Островец      |            | улица Ленинская                                                |
| Светлогорск   |            | Площадь Победителей                                            |
| Круглое       |            | Аллея Героев                                                   |
| Барановичи    |            | пересечение улиц Дзержинского и Пирогова                       |
| Марьина Горка |            | н/д                                                            |
| Узда          |            | н/д                                                            |
| Берёза        |            | н/д                                                            |
| Борисов       |            | улица Гагарина                                                 |
| Глубокое      |            | Парк Победы                                                    |
| Ивье          |            | Комсомольская площадь                                          |
| Любань        |            | улица Первомайская                                             |
| Новополоцк    |            | пересечение улиц Олимпийской и Молодежной                      |
| Бобруйск      |            | на углу улиц Социалистическая и Интернациональная              |
| Новогрудок    |            | центральный парк                                               |

По случаю годовщин завершения конфликта учреждены юбилейные медали.
| Медаль                                                             | Изображение | Лента |
| ------------------------------------------------------------------ | ----------- | ----- |
| Медаль «В память 10-летия вывода советских войск из Афганистана»   |             |       |
| Медаль «20 лет вывода советских войск из Афганистана»              |             |       |
| Медаль «В память 25-летия окончания боевых действий в Афганистане» |             |       |
| Медаль «30 лет вывода советских войск из Афганистана»              |             |       |
| Медаль «35 лет вывода советских войск из Афганистана»              |             |       |